# Oxford (Maryland)
Oxford és una població dels Estats Units a l'estat de Maryland. Segons el cens del 2000 tenia 771 habitants.

## Demografia
Segons el cens del 2000, Oxford tenia 771 habitants, 396 habitatges, i 241 famílies. La densitat de població era de 595,4 habitants per km².
Dels 396 habitatges en un 14,9% hi vivien nens de menys de 18 anys, en un 53% hi vivien parelles casades, en un 7,1% dones solteres, i en un 38,9% no eren unitats familiars. En el 34,1% dels habitatges hi vivien persones soles el 16,4% de les quals corresponia a persones de 65 anys o més que vivien soles. El nombre mitjà de persones vivint en cada habitatge era d'1,95 i el nombre mitjà de persones que vivien en cada família era de 2,45.
Per edats la població es repartia de la següent manera: un 13,2% tenia menys de 18 anys, un 1,7% entre 18 i 24, un 17,3% entre 25 i 44, un 37,2% de 45 a 60 i un 30,6% 65 anys o més.
L'edat mediana era de 55 anys. Per cada 100 dones de 18 o més anys hi havia 83,8 homes.
La renda mediana per habitatge era de 52.054 $ i la renda mediana per família de 71.071 $. Els homes tenien una renda mediana de 52.708 $ mentre que les dones 33.929 $. La renda per capita de la població era de 47.917 $. Entorn del 2,5% de les famílies i el 3,3% de la població estaven per davall del llindar de pobresa.

## Poblacions més properes
El següent diagrama mostra les poblacions més properes.